# Cellule entérochromaffine
Une cellule entérochromaffine (ou cellule ECL, pour cellule enterochromaffine-like) est une cellule du tube digestif qui contient des monoamines (comme la sérotonine, par exemple). Ces cellules donnent des réactions positives argentophiles (elles forment des tâches brunes lorsqu'elles sont exposées à des sels d'argent puis à un agent réducteur externe) et chromaffines ainsi qu'une fluorescence jaune caractéristique.
Ces cellules font partie des cellules endocrines-paracrines du tube digestif au même titre que les cellules non-entérochromaffines (majorité des cellules). Elles sécrètent également de l'histamine par les ECL et des kinines, qui servent de messagers pour la sécrétion au niveau de certaines glandes et pour les vaisseaux sanguins.

## Origine
Les cellules entérochromaffines sont dérivées de la crête neurale.